# Гожанувский замок
Гожанувский замок (пол. Zamek w Gorzanowie) — замок (иногда называется дворцом) в селе Гожанув в гмине Быстшица-Клодзка Клодзского повята Нижнесилезского воеводства в Польше.

## История

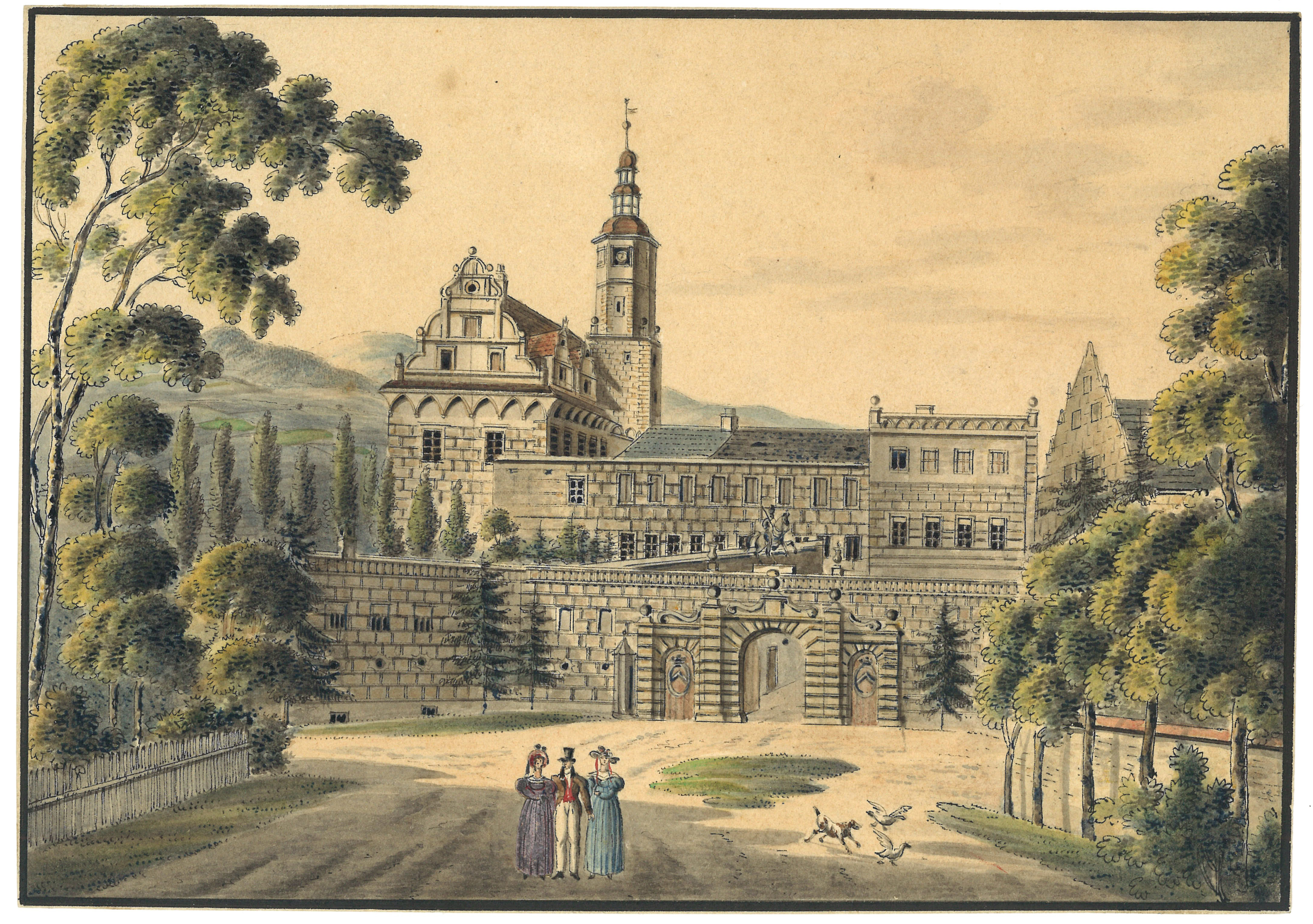
Изображение замка в Гожануве, около 1800 года

Первоначальный замок был построен в Гожануве в средневековье, к северу от нынешнего здания и разрушен во время гуситских войн. Окончательно его разобрали в 1804 году. Новый дворец на настоящем месте начали строить около 1573 года, а до нынешних размеров его расширили в 1653—1657 годах под руководством Вавжинца Никело, а позднее Андреа Карове. В 1735 году замок был восстановлен, о чем свидетельствует дата на замковой башне, а после 1900 года был отремонтирован весь комплекс, особенно отделки внешних фасадов. Почти 300 лет замок служил родовой усадьбой Герберштейнов. В 1945 году замок был национализирован польскими властями, а с 60-х годов XX века он был заброшен и постепенно приходил в упадок, в результате чего обвалилась часть южного двора. В 2012 году владельцем замка стал Фонд Дворец Гожанув, который начал ремонт замка.

## Архитектура
Комплекс был заложен на прямоугольном плане вокруг внутреннего двора с отдельной хозяйственной частью с юга. Среднее крыло трехэтажное, одноосное, крытое двускатной крышой, опирающейся на аркадный фриз с люнетами. Фасады покрыты декоративными сграффитовыми декорациями с геометрическими мотивами и растительными орнаментами. Три треугольных фронтона возвышаются над карнизом. Второй этаж фасада главного крыла со стороны двора замыкают лоджии 1735 года. Центральная ось акцентирована высокой башней с входным порталом и двусторонними лестницами. Из богатых, старинных интерьеров сохранились лишь бальная зала с стукковыми украшениями на потолке и несколько зал с расписными балками, а также частично поврежденные интерьеры театрального зала и часовни. Некоторые помещения замка соединены анфиладой.
С 2012 года новый собственник проводит работы по реконструкции замка. Так, в сентябре 2013 года были запущены часы на замковой башне.
Монументальный комплекс замка, который имеет жилой и оборонительный характер, выдержан в стиле южнонемецкого ренессанса. Замок является одним из ценнейших объектов этого типа в юго-западной Польше.
В состав комплекса входят замок, хозяйственные постройки, парк, официна по улице Подзамче 7/8, южная куртиновая стена, жилищно-хозяйственная официна, западная куртиновая стена, официна-пивоварня по улице Подзамче 12, северная куртиновая стена.

## Галерея

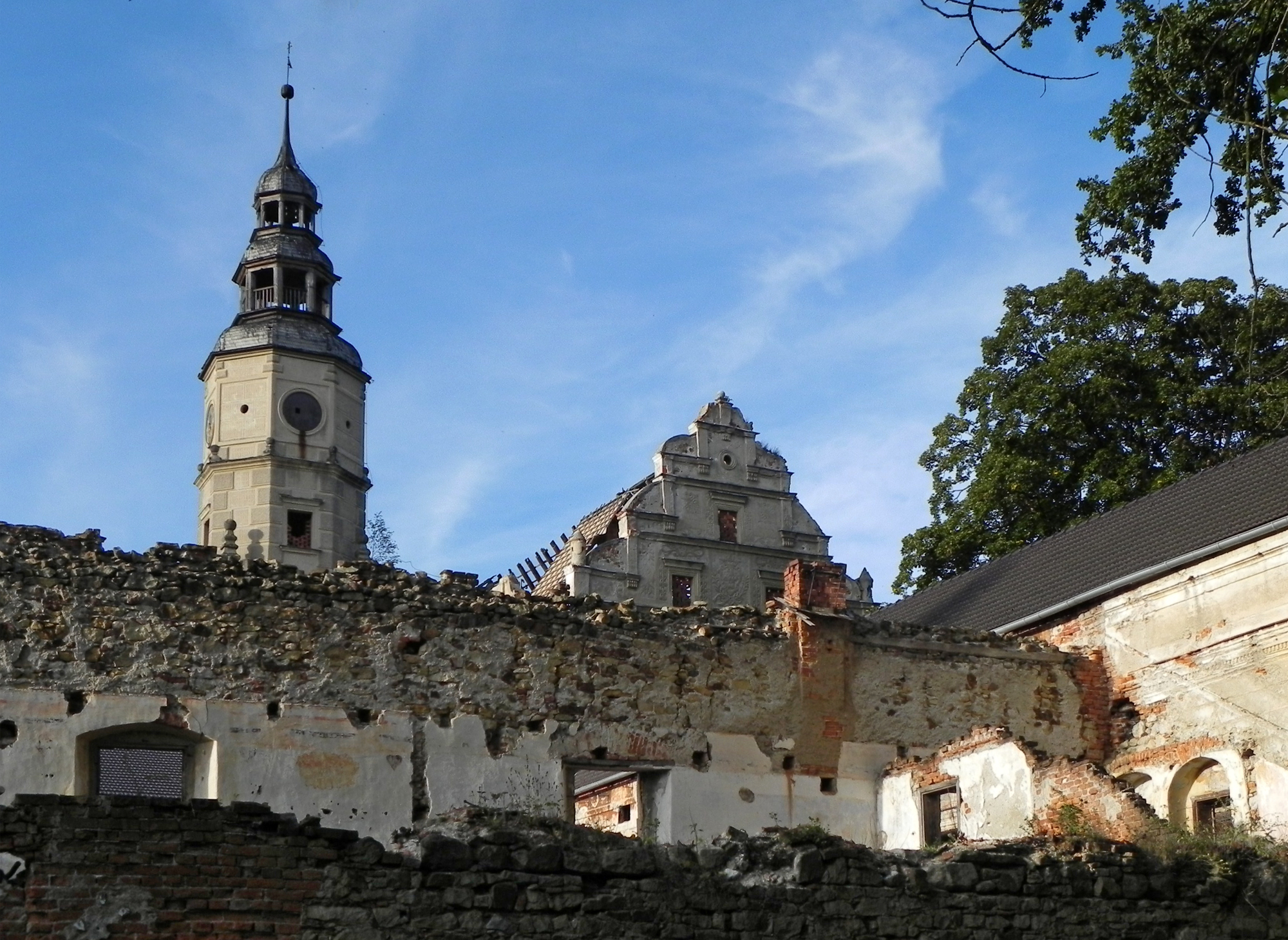
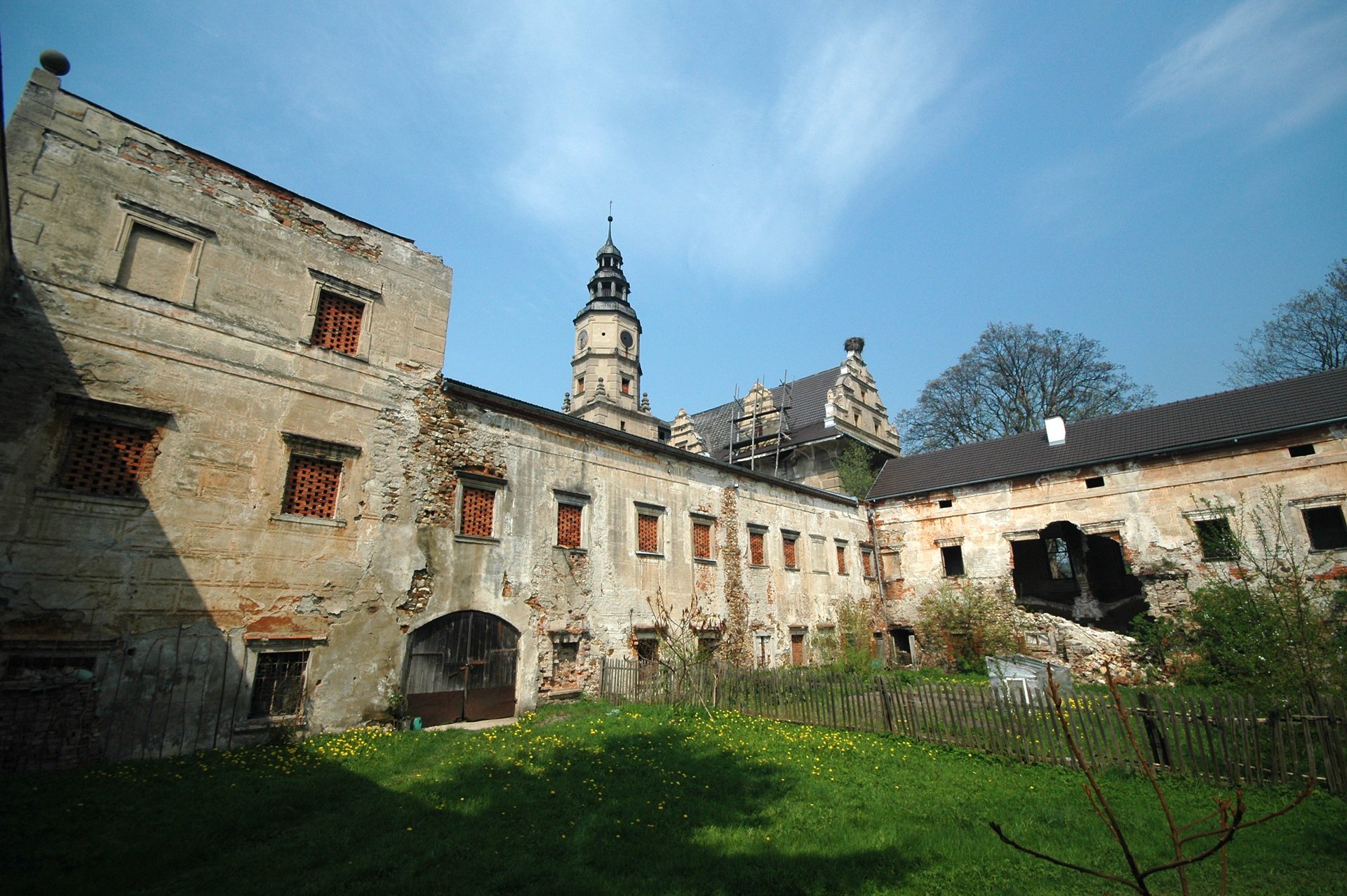
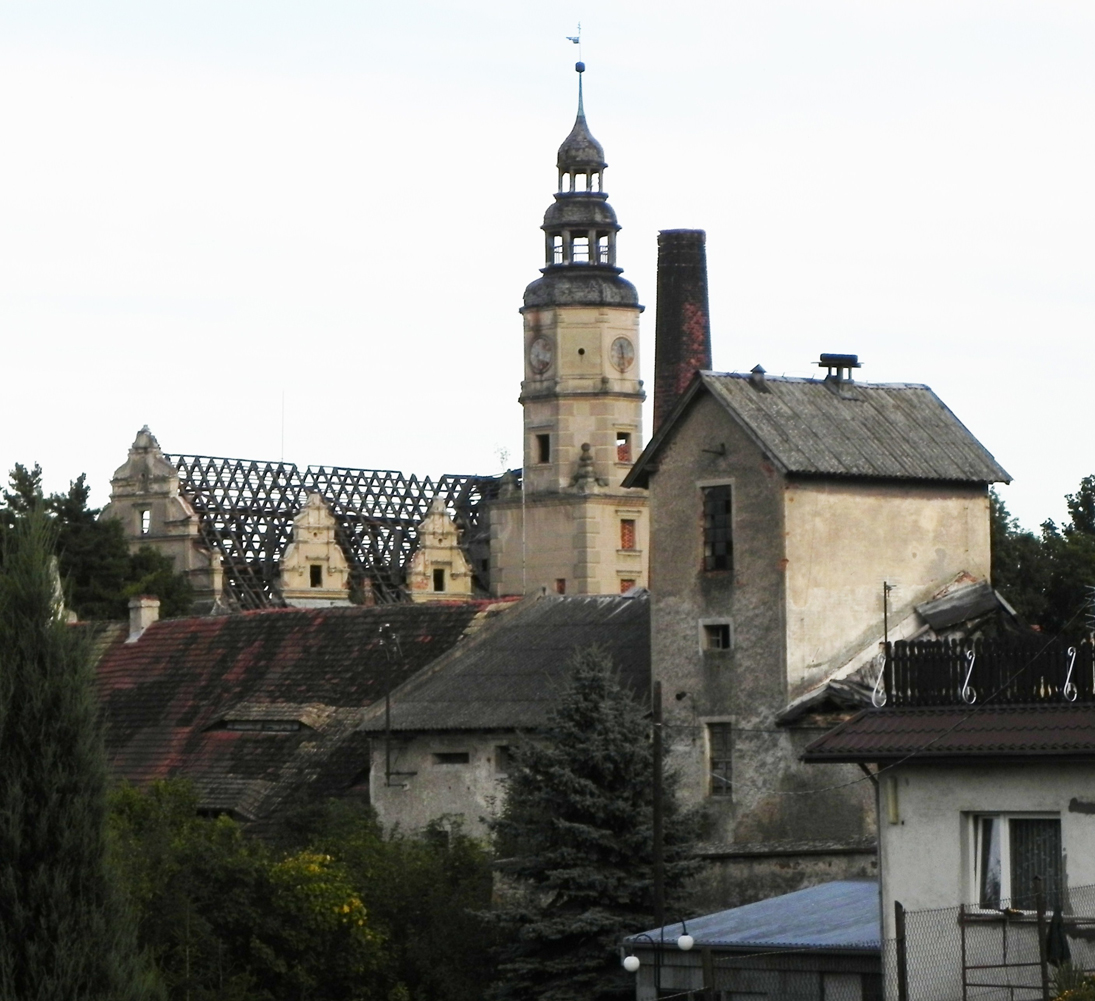
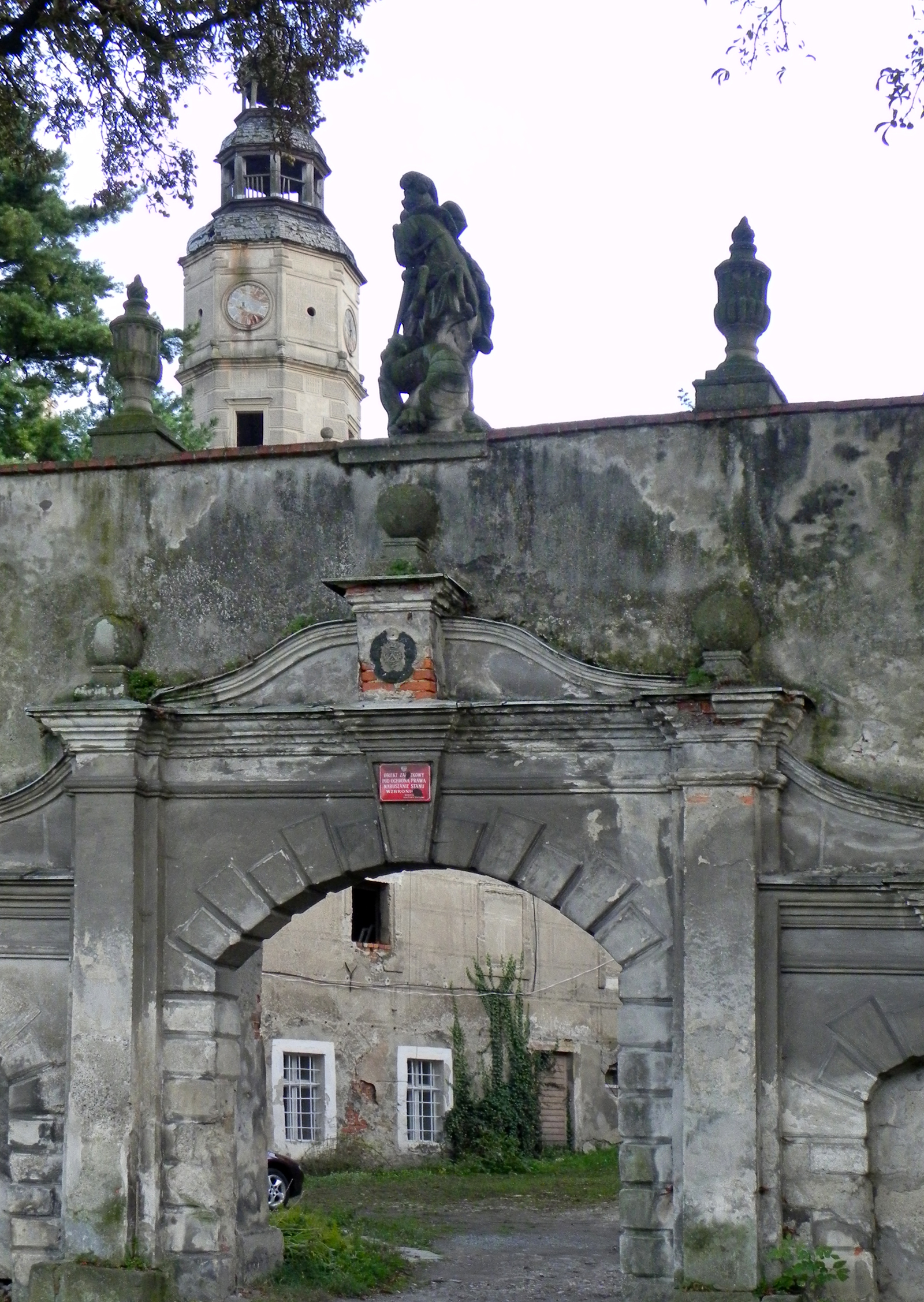